# Rutis
Rutis(llamada oficialmente Santa María de Rutis) es una parroquia española del municipio de Culleredo, en la provincia de La Coruña, Galicia.

## Geografía
Rutis es la parroquia más septentrional de Culleredo, limitando con el municipio de La Coruña; debido a esta cercanía con la ciudad coruñesa, Rutis es también la parroquia más poblada del municipio, contando con varios núcleos urbanos enlazados entre sí, que actúan como verdaderas pequeñas ciudades dormitorio de La Coruña. Está atravesada por la carretera nacional La Coruña-Vigo-Tuy, el ferrocarril La Coruña-Palencia y la autopista AP-9.
El territorio parroquial desciende del monte da Zapateira (vértice geodésico de A Castiñeira, 236 metros de altura) y baja en mediana pendiente hasta la ría del Burgo donde se concentra la mayor parte de su población. La zona interior de la parroquia está ocupada por un profundo valle regado por el arroyo do Castro, con una densidad de población, si bien alta, menor que la de la costa. Dicho valle conserva todavía ciertas actividades agrícolas tradicionales y alberga los barrios de O Castro, Conduzo y Laxe.
En Rutis se destacan los núcleos de Vilaboa (3.065 habitantes en 2010), Fonteculler (2.294 habitantes en 2010) y O Portádego (2.272 habitantes en 2010), que actualmente se han convertido en áreas completamente urbanas.
En la parroquia se encuentran asimismo la Universidad Laboral de La Coruña y una pequeña parte del Aeropuerto de Alvedro.

## Entidades de población
Entidades de población que forman parte de la parroquia:
- Acea da Ma (Acea de Ama)
- Corveira (A Corveira)
- Laxe (A Laxe)
- Castro
- Conduzo
- Cordeda
- Fonteculler
- Portazgo (O Portádego)
- Vilaboa

## Demografía
| Gráfica de evolución demográfica de Rutis entre 2000 y 2019 |
|                                                             |
| Datos según el nomenclátor publicado por el INE.            |